# Vicente Martín y Soler
Vicente Martín y Soler (2. květen 1754, Valencie, Španělsko – 30. leden 1806, Petrohrad, Ruské impérium) byl španělský hudební skladatel oper a baletů. Po své smrti upadl do naprostého zapomnění, nicméně dnes je jeho dílo pomalu znovuobjevováno. Ve své době byla však jeho popularita srovnatelná s popularitou Wolfganga Amadea Mozarta nebo Antonia Salieriho.

## Život
Narodil se ve Valencii. Hudbu studoval v Boloni u Giovanni Battisty Martiniho. První operu Il tutore burlato (1775) složil na podkladu divadelní hry La frascatana od Filippo Livigniho.
V roce 1777 odcestoval do Neapole. Zde napsal několik baletů pro choreografa Charlese le Picqa. Opera Ifigenia in Aulide (Ifigenie v Aulidě, 1779. libreto Luigi Serio) znamenala jeho první velký úspěch.
V roce 1785 přesídlil do Vídně, kde byl silně ovlivněn hudbou Wolfganga Amadea Mozarta a Antonia Salieriho. V hlavním městě monarchie navázal spolupráci s libretistou Lorenzem da Ponte. Jejich společné opery Il burbero di buon cuore, Una cosa rara a L' arbore di Diana jsou považovány za vrchol operního díla Martína y Soler. Byl nazýván Mozartem z Valencie. Sám Mozart použil melodii z jeho opery Una cosa rara ve druhém jednání své opery Don Giovanni, ve scéně, kdy kapela vyhrává Donu Giovannimu k večeři (14. scéna, Già la mensa è preparata).
V roce 1788 byl pozván carevnou Kateřinou II. Velikou do Petrohradu, kde obdržel funkci se stálým platem. Zde napsal tři opery v ruštině. Náměty dvou z nich Smutný hrdina Kosometovič a Fedul a jeho děti dodala sama carevna.
V letech 1793-1796 působil v Londýně. Zde složil a uvedl několik oper v italštině a rovněž několik baletů.
Zemřel v roce 1806 v Petrohradu.

## Dílo

### Opery
- Il Tutore Burlato (1775?, Madrid, pod názvem La Madrileña o el tutor burlado, 1778 Madrid)
- Ifigenia in Aulide (Ifigenie v Aulidě, 1779, Neapol) - první výrazný úspěch
- Ipermestra (1780, Neapol)
- Andromaca (1780, Turín, libreto: Apostolo Zeno)
- Astartea (1781, Lucca)
- Partenope (1782, Neapol)
- L'amor geloso (1782, Neapol)
- In amor ci vuol destrezza (1782, Benátky)
- Vologeso (1783, Turín)
- Le burle per amore (1784, Benátky)
- La vedova spiritosa (1785, Parma)
- La capricciosa corretta (1785, Vídeň) libreto Lorenzo da Ponte podle Shakespeareovy hry Zkrocení zlé ženy
- Il burbero di buon cuore (Bručoun s dobrým srdcem, 1786, Vídeň) libreto Lorenzo da Ponte podle hry Le Bourru bienfaisant Carla Goldoniho
- Una cosa rara, o sia Bellezza ed onestà (Vzácná věc, 1786, Vídeň) libreto Lorenzo da Ponte podle hry La luna de la sierra od Luise Vélez de Guevara
- L'arbore di Diana (Dianin strom, 1787, Vídeň) libreto Lorenzo da Ponte
- Gore bogatyr Kosometovič (Горе-Богатырь Косометович, Smutný hrdina Kosometovič, 1789, Petrohrad), námět Kateřina II. Veliká, satira na švédského krále Gustava III. Švédského
- Pěsnoljubie (Песнолюбие, 1790, Petrohrad)
- Fedul s děťmi (Федул с детьми, 1791, Petrohrad), námět Kateřina II. Veliká,
- Il castello d'Atlante (1791, Desenzano)
- La scuola dei maritati (Škola manželů, 1795, Londýn)
- L'isola del piacere (1795, Londýn)
- Le nozze de' contadini spagnuoli (1795, Londýn)
- La festa del villagio (1798, Petrohrad)

### Balety
- La sposa persiana (1778)
- La Griselda (1779, libreto: Apostolo Zeno)
- I ratti sabini (1780)
- La bella Arsene (1781)
- Tamas Kouli-Kan (1781)
- Il barbiere di Siviglia (Lazebník Sevillský, 1781, adaptace divadelní hry Pierra Beaumarchais
- Didon abandonée (1792)
- Amour et Psyché (1793), na základě Molièrovy hry Psyché
- Tancrède (1799)
- Le retour de Poliorcète (1799)